# Zanobatus
A Zanobatus a porcos halak (Chondrichthyes) osztályának Rhinopristiformes rendjébe, ezen belül a monogenerikus Zanobatidae családjába tartozó nem.

## Tudnivalók
A Zanobatus-fajok korábban a sasrájaalakúak (Myliobatiformes) közé voltak besorolva. Az Atlanti-óceán keleti felének a meleg vizű part menti részein élnek; Marokkótól egészen Angoláig. 2016-ig monotipikus taxonnak számított, csak a Z. schoenleinii tartották számon benne, de ettől az évtől felfedezték a második faját is.

## Rendszerezés
A családba az alábbi 1 nem és 2 faj tartozik:
- Zanobatus Garman, 1913
  - Zanobatus maculatus Séret, 2016
  - Zanobatus schoenleinii (J. P. Müller & Henle, 1841) - típusfaj

### Fordítás
- Ez a szócikk részben vagy egészben  a   Panray című angol Wikipédia-szócikk ezen változatának fordításán alapul.  Az eredeti cikk szerkesztőit annak laptörténete sorolja fel. Ez a jelzés csupán a megfogalmazás eredetét és a szerzői jogokat jelzi, nem szolgál a cikkben szereplő információk forrásmegjelöléseként.